# Boa Music
Boa Music és una companyia discogràfica fundada a Madrid l'any 1993 per Nando Luaces. Tot i que va començar essent una distribuïdora, a llarg dels anys es va especialitzar en la música rap en castellà, esdevenint un dels segells discogràfics amb un catàleg més extens en aquest estil. Des de l'any 2000 el director n'és Manuel Pena.

## Història
Boa Music va començar la seva activitat com a distribuïdora de discogràfiques estrangeres com ara Alternative Tentacles, Dischord o Definitive Jux, i estatals com Potencial Hardcore, Oihuka, Gor, Esan Ozenki, Metak, Gridalo Forte, Propaganda pel fet! o Zona Bruta, a més de fanzins, revistes i maquetes. Un dels projectes més recordats de Boa Music van ser els discos recopilatoris anomenats Universonoro, del qual en van arribar a publicar 6 volums a preus assequibles.
A través del segell Fol Música, inicialment anomenat Edicións Do Fol, ha editat música tradicional de Galícia d'artistes com Susana Seivane, Ses o Guadi Galego, i músiques d'arrel d'altres indrets com Jorge Pardo, Kepa Junkera o Pablo Milanés. Boa Music també ha publicat música rock de grups com Obús, Manolo Kabezabolo, Porretas, Boikot, Mamá Ladilla i Heredeiros da Crus, així com artistes de flamenc com José Menese.
A partir del 1999, Boa Music va començar a produir els seus propis projectes discogràfics, esdevenint un segell centrat en la música hip-hop i promocionant grups com La Puta Opepé, Violadores del Verso, Frank T, 7 Notas 7 Colores, Duo Kie, El Chojin, Nach, Arma Blanca, Falsalarma, SFDK, Acció Sánchez, R de Rumba, Tote King, Crew Cuervos, Los Chikos del Maíz, ZPU, Shotta, Juaninacka, Elphomega, Rapsusklei, Dogma Crew o Riot Propaganda. També va organitzar el festival Cultura Urbana, la primera edició del qual es va celebrar el 2005 a l'espai Matadero Madrid. Aquest festival va tenir tres edicions més sota la tutela del segell fins a l'any 2009 que va passar a ser gestionat per una altra empresa. Altres esdeveniments van ser els festivals Boa 18 i Boafest.